# 馬仁光
馬仁光（義大利語：Marinello Renato，1922年3月3日—2010年3月27日），義大利靈醫會修士、醫生，長期在臺灣宜蘭縣羅東聖母醫院服務，第九屆醫療奉獻獎得主。

## 生平
馬仁光在1922年3月3日生於義大利王國的威尼斯省，1944年發願加入天主教靈醫會，1948年自羅馬馬爾他騎士團醫學系畢業，該年7月指派赴中國。在雲南四年半期間，他與五名會士在昆明、昭通兩地建立痲瘋病院，之後又在會澤、巧家等多處蓋醫院、診所。
1952年，靈醫會遭中國共產黨驅逐至香港後，分團至泰國與臺灣。馬仁光來到臺灣宜蘭羅東七個半月後，轉往澎湖服務。他先於1953年設立瑪莉診所，澎湖惠民診所服務六年，1959年返羅東任內科醫師。剛來臺灣時，他瘦弱的形影覆著胸前大紅十字黑色靈醫會服，一臉肅穆，像是從中世紀來的苦修道士。他講求教養，不准女孩穿牛仔褲，所有護士制服一律裙長離地一尺。比起羅東聖母醫院號稱「外科聖手」的范鳳龍，馬修士內斂、低調得多，這兩名醫師一高一瘦、一內一外搭檔，吸引全臺灣不少慕名求診的患者。
由於找馬仁光看病的病患多，行政人員5點多就得起身掛號，資深護士蔡桂蓮表示，她不忍遠地來求診的病患失望而返，常偷偷幫病患加號，卻被對醫療品質有堅持的馬修士發現病人太多、看不完，當面罵蔡桂蓮。馬修士以看病愛罵人出名，不過聖母醫院秘書藍麗卿說，羅東人多半保守，不太能接受外國人的信仰，當地無數天主教友都是被馬修士深深感動而受洗。一位孫媽媽回憶她的女兒生重病，人家介紹她找馬修士，她電話打過去，她以為很「大牌」的馬修士，十分鐘就出診到家裡，而且一眼就診斷出是腦膜炎，馬上協助他們住院，待孩子好了，他不斷噓寒問暖，孩子長大了，他還介紹她工作，讓孫家一家子感激。
靈醫會會員要發誓終身不得拒絕一切病患，馬仁光和所有靈醫會成員一樣，從不領醫院半毛薪水，自奉甚薄，僅有的零用錢也拿來接濟病人。他從年輕行醫到八旬高齡，許多病患到有了孫子都是馬仁光的病患。一名林姓婦人表示父母以前住冬山鄉山區，沒有錢，馬修士就不收錢，還利用周日休診時，騎著腳踏車去為她父母看病。他除了固定門診外，也是宜蘭巡迴醫療隊的主力，負責到寒溪等山地部落的原住民義診，及早期收治肺結核病患的丸山療養院也是馬修士行醫的範圍。
此外，馬修士會風琴、直笛、黑管，常穿唐裝、彈古箏給病人聽。曾訓練數支樂團在全臺灣競賽中得名。
在1996年報導時首批到雲南醫治痳瘋病人的十四位修士中，僅存四位會士留在臺灣，包括三星天主堂的潘志仁神父、羅東聖母醫院馬仁光修士、澎湖惠民醫院何義士修士及靈醫修女會費納德修女。羅東郊外的天主教公墓，埋葬了三十位以上的靈醫會會士，終其一生未獲政府任何表揚、重視。1999年5月1日，獲頒第九屆醫療奉獻獎。2003年1月24日，在宜蘭服務的馬仁光、潘志仁、李智、呂道南、柏德琳、華思儉，從內政部長余政憲手中獲得永久居留證。
2004年4月13日上午，馬仁光跌倒，脊椎受傷暫停看診，至6月14日又恢復看診。同年7月，再度發生跌傷意，且被痰哽到，腦部缺氧，陷入長期昏迷，由院方照顧。臥床五年餘後，2010年3月27日凌晨3點辭世，享壽八十八歲。31日舉行彌殯喪撒，近千人在教堂送行，並由政府追贈榮譽縣民證表揚。

## 身後

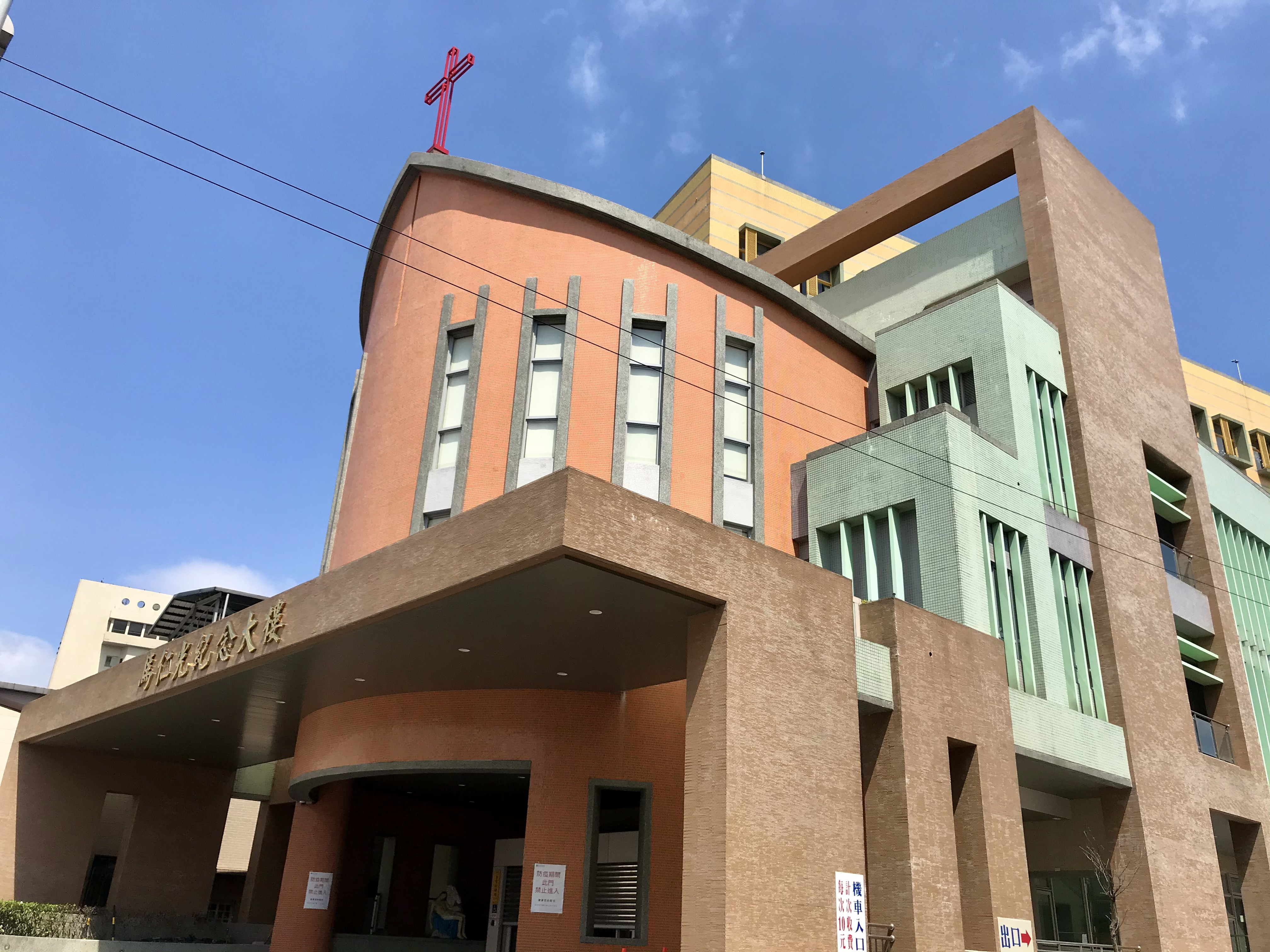
馬仁光紀念大樓

陳永興到聖母醫院醫院服務後，見老人需辛苦到五樓復健科，便於2010年開始募資新臺幣六億元興建老人醫療大樓。2013年興建，2017年1月21日以「馬仁光紀念大樓」之名啟用時，宜蘭縣長林聰賢當場。